# قنطريون جبلي
القنطريون الجبلي واسمه العلمي (باللاتينية: Centaurea montana) نوع نباتي ينتمي إلى جنس القنطريون من الفصيلة النجمية.

## الموئل والانتشار
موطنه أوروبا من غرب البلقان إلى إسبانيا.
تم تغيير اسمه العلمي عام 1768 إلى الشبة الجبلية (باللاتينية: Cyanus montanus (L.) Hill).